# Tapinopa guttata
Tapinopa guttata là một loài nhện trong họ Linyphiidae.
Loài này thuộc chi Tapinopa. Tapinopa guttata được miêu tả năm 1937 bởi Komatsu.